# De la suffisance de la religion naturelle
De la suffisance de la religion naturelle est un texte philosophique de Denis Diderot rédigé en 1746 et publié pour la première fois en 1770. Il se compose de 27 réflexions de longueurs variables sur la nature de la religion.
Composé après La Promenade du sceptique et avant la Lettre sur les aveugles, selon Jean Assézat, De la suffisance de la religion naturelle  marque une nouvelle étape dans l'avancée de Diderot, de ses études théologiques au matérialisme.
Sur le fond, De la suffisance de la religion naturelle est un développement de la LXIIe des Pensées philosophiques, qui s’y trouve reproduite ici presque mot pour mot, à la IXe réflexion.

## Édition
Jacques-André Naigeon publie le texte en 1770 dans son Recueil philosophique ; il l'attribue à Vauvenargues, décédé depuis une vingtaine d'années.